# Министерство окружающей среды, энергетики и климата Исландии
Министерство окружающей среды, энергетики и климата Исландии (исл. Umhverfis-, orku- og loftslagsráðuneyti Íslands) разрабатывает и реализует политику правительства Исландии в области охраны окружающей среды.
Министерство курирует вопросы, связанные с природой Исландии, охраной природы и отдыхом на природе, национальными парками Исландии, изменением климата, энергетикой, защитой животных, управлением дикой природой, сохранением культурного наследия, предотвращением загрязнения, предотвращением пожаров, прогнозированием погоды и защитой от лавин, геодезией и картографией, мониторингом и наблюдением за окружающей средой.
Министр осуществляет общее руководство Министерством и отвечает за всю его административную деятельность.
С 21 декабря 2024 года министром является Йоуханн Паудль Йоуханнссон. Обязанности министра определены в Указе Президента № 6/2025 о разделении министерских обязанностей (вступил в силу 15 марта 2025 года).
Задачи министерства определены в Указе Президента № 6/2022 о разделении государственных дел между министерствами в Кабинете министров Исландии от 31 января 2022 года (вступил в силу 1 февраля). Внесены изменения Указом Президента № 2/2023 (вступил в силу 27 января 2023 года), Указом Президента № 8/2024 (вступил в силу 21 февраля 2024 года) и Указом Президента № 113/2024 (вступил в действие 1 сентября 2024 года).